# Knoxville (Tennessee)
Az 1786-ban alapított Knoxville Tennessee állam harmadik legnagyobb városa Memphis és Nashville után, s Knox megye székhelye. Knoxville Kelet-Tennessee legnagyobb városa, metropolita körzet, amely magában foglaljan "Knoxville-Sevierville-La Follette Combined Statistical Area" területet A 2000. évi United States Census felmérése szerint Knoxville teljes lakosainak száma 173 890 fő volt, az agglomeráció lakosainak száma pedig 655 400 fő volt.
Knoxville a második legöregebb város Nashville után, amelyet 1779-ben alapítottak. Amikor 1796-ban Tennessee csatlakozott az Unióhoz, Knoxville lett az állam fővárosa, 1819-ig szolgált fővárosként, amikor az állam székhelyet áttette Murfreesboro-ba. A várost Henry Knox, al első hadügyminiszter tiszteletére nevezték el.
Knoxville egyik bece neve a márvány város (The Marble City) A 20. század elején sok működő kőbánya volt, amely ellátta Tennessee-t rózsaszín márvánnyal. A washingtoni National Gallery of Art épületet knoxville-i márványból épült.
Knoxville mint felsőoktatási intézmény székhelye otthon ad a University of Tennessee fő campusának. Az egyetem Tennessee campusán a Frank McClung Museum a táj ősi múltját mutatja be (indián tárgyak, régi házak berendezései, kézműves szerszámok stb.) Az egyetem az állam s egyben a hegyektől nyugatra eső vidék egyik legrégebbi főiskolája. 1794-ben alapították. Az egyetem sportcsapata, a Volunteers rendkívül híres a környező területen. Népszerűségük elismerésére Knox megye területi telefon kódjához a Volunteers első három betűjét használják (865 - VOL). Knoxville női kosárlabda csapata a Women's Basketball Hall of Fame is rendkívül népszerű.
A város polgármestere 2011 óta Madeline Rogero, aki Bill Haslamot követte a poszton. Haslam elődje, Victor Ashe 16 évet töltött a polgármesteri hivatalban.
További fontosabb városok: Bristol, Kingsport, Johnson City, Oak Ridge, Chattanooga, és Memphis. 2000-ben az állam lakossága 5 689 283 fő volt.

## Népesség
| 2010 | 178 874 |
| 2020 | 190 740 |